# Bakersfield
|  | Per a altres significats, vegeu «Bakersfield (desambiguació)». |

Bakersfield és una ciutat ubicada al Comtat de Kern a l'estat de Califòrnia, Estats Units d'Amèrica, de 333.719 habitants i amb una densitat de poc més de 840 per km². Bakersfield és la 57a ciutat més poblada del país. Està situada entre Los Angeles (al sud) i Fresno (al nord) a 180 quilòmetres de distància de cadascuna.

## Fills il·lustres
- Lawrence Tibbett (1896-1960) baríton.

## Ciutats agermanades
- Bucheon, Corea del Sud
- Minsk, Belarús
- Wakayama, Japó
- Cixi, Xina
- Santiago de Querétaro, Mèxic